# Acanthophyes maculipennis
Acanthophyes maculipennis är en insektsart som beskrevs av Capener 1953. Acanthophyes maculipennis ingår i släktet Acanthophyes och familjen hornstritar. Inga underarter finns listade i Catalogue of Life.